# Джон Барнс
Джон Чарлс Брайън Барнс (на английски: John Charles Bryan Barnes) е английски футболист, полузащитник. Барнс е печелил две титли в Първа английска дивизия и два пъти ФА Къп с „Ливърпул“. Той е и вицешампион на ФА Къп с „Уотфорд“, „Ливърпул“ и „Нюкасъл Юнайтед“. Два пъти е избиран за футболист на годината в Англия. За националния отбор на Англия играе от 1983 г. до 1995 г. в 79 мача, като отбелязва 12 гола.

## Биография
Роден е на 7 ноември 1963 г. в Кингстън, Ямайка. Барнс се премества в Англия, когато е още момче. Неговият талант пръв забелязва отбора на „Уотфорд“, за когото Барнс дебютира през 1981 г. Под ръководството на мениджъра Греъм Тейлър Уотфорд се превръща в един от силните отбори в Англия. През 1984 г. отборът достига до финала за ФА Къп, където губи с 2:0 от „Евертън“. За Уотфорд изиграва 233 мача, като отбелязва 65 гола. От 1987 г. до 1997 г. играе за „Ливърпул“, като отбелязва 84 гола в 314 мача. От 1997 до 1999 г. е играч на „Нюкасъл Юнайтед“, за който изиграва 27 мача с 6 отбелязани гола. През 1999 г. преминава в лондонския „Чарлтън Атлетик“, в който изиграва 12 мача без да отбележи гол. Завършва кариерата си в шотландския „Селтик“ през 2000 г. без изигран мач.